# ぶどう膜炎
ぶどう膜炎（ぶどうまくえん、英: Uveitis）は、ぶどう膜（虹彩、毛様体、脈絡膜）に炎症を起こす疾患である。ぶどう膜炎自体は一つの疾患概念ではなく、様々な疾患の一つの表現形である。
充血、眼痛などが現れ、比較的急激に視力障害をきたし、弱視や全盲になる事もある。
またその原因は、全身疾患によって起こることが非常に多く、全身精査が必要なこともある。

## 自覚症状
三叉神経刺激による充血、羞明、疼痛、流涙、視力低下、飛蚊症、調節障害

## 他覚所見
毛様充血、前房の炎症、前房蓄膿、縮瞳、硝子体混濁、乳頭浮腫、白内障、眼圧上昇、緑内障

## 分類

### 炎症の様式による分類
ぶどう膜炎は、炎症の様式により下記の二つに大別される。おのおのに分類される疾患を列挙する。

#### 肉芽腫性ぶどう膜炎
サルコイドーシス、原田病、交感性眼炎、結核、梅毒、ヘルペスウイルス感染症、トキソプラズマ症、レプトスピラ

#### 非肉芽腫性ぶどう膜炎
ベーチェット病、強直性脊椎炎、関節リウマチ、Reiter症候群、潰瘍性大腸炎、クローン病、糖尿病

### 炎症の部位による分類

#### 前部ぶどう膜炎
主に虹彩に起きるものを
- 虹彩毛様体炎
- 虹彩炎

などと呼ぶこともある。

## 治療
原病の治療を行うのと同時に、眼局所の治療も行う。
ぶどう膜炎は眼の局所の炎症が起こっているため、ステロイドの点眼、内服、点滴や非ステロイド性抗炎症薬の点眼を行う。抗生剤や抗ウイルス薬を使用することもある。
炎症が高度な場合、眼圧上昇を見たり、虹彩の水晶体への癒着することがある。そのため前者の場合抗緑内障薬、後者には予防や治療のために散瞳剤を使用することもある。